# Подушкін Ігор Євгенович
Ігор Євгенович Подушкін (нар.. 1 листопада 1963, Харків) — колишній український футбольний арбітр. Судив матч на Суперкубок України 2005 року, показавши 4 жовті картки.

## Кар'єра
Початок суддівської кар'єри — 1985 рік. Обслуговував вищу лігу чемпіонату з 2002 року. В середньому за гру показував 3 жовті картки.
В 2005 році обслуговував матч Суперкубка України. За непризначений пенальті в ворота «Шахтаря» з рахунку 1:1 Подушкіна дискваліфікували на півроку. Тінь скандалу на цей матч поклав головний тренер «Динамо» Леонід Буряк. На післяматчевій прес-конференції тренер «біло-блакитних» був незадоволений тим, що рефері не призначив пенальті на 74-й хвилині матчу, коли Аїла Юссуф впав у штрафному «гірників» після боротьби зі Срною.
Згодом влітку 2008 року Подушкін знову був відсторонений на півроку від роботи у Прем'єр-лізі

## Особисте життя
Одружений, є син. Хобі — музика, подорожі. Місце роботи — Харківський академічний театр опери і балету, начальник енергослужби.